# Рауховка
Ра́уховка (укр. Раухівка) — посёлок в Березовском районе Одесской области Украины.

## Физико-географическая характеристика
Рауховка примыкают к селу Новосёловка, где находится железнодорожная станция «Рауховка». Высота посёлка над уровнем моря — 118 метров. В Рауховке установлен геодезический знак.

## История

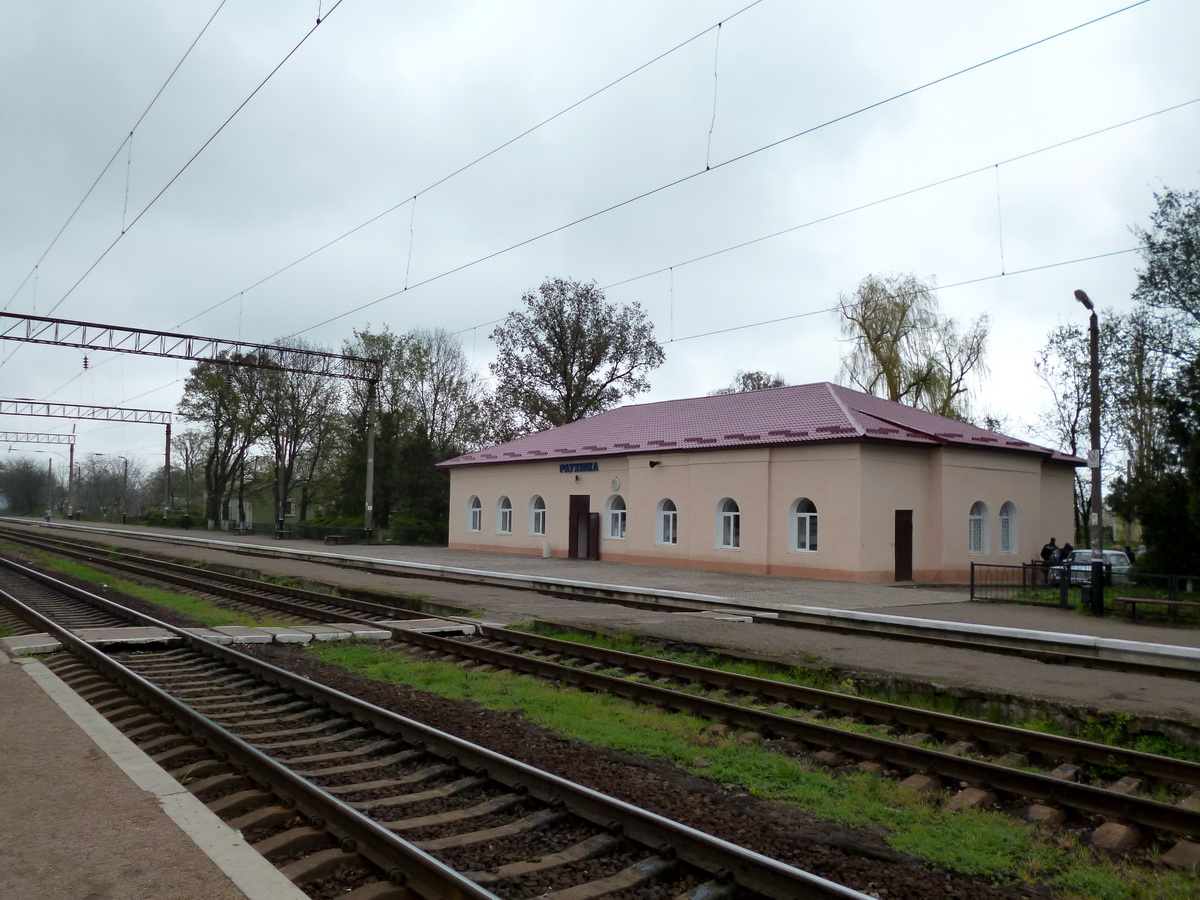
Станция «Рауховка», 2014 год

Поселение основано на землях, принадлежавших генерал-лейтенанту Оттону Егоровичу Рауху, в ходе строительства железнодорожной станции на пути Одесса — Москва. Станция была открыта в 1912 году и именовалась «Раух». Рядом со станцией возникло поселение железнодорожников — Дымовка (с нем. Rauch — дым) и поселение немцев-колонистов, построивших 10 домов.
В годы Великой Отечественной войны населённый пункт был оккупирован нацистами, которые организовали близ селения военный аэропорт, где в частности служил лётчик люфтваффе Ганс-Ульрих Рудель. С декабря 1943 по январь 1944 года в Рауховке размещался штаб 53-й бомбардировочной эскадры «Легион Кондор». 1 апреля 1944 года Рауховку заняла РККА.
Указом Президиума Верховного Совета Украинской ССР от 1 февраля 1945 года посёлок Рауховка Карнагоровского сельского совета был переименован в Дымовку.
В 1970-е годы была построена новая взлётная полоса, ангары, центр управления полётами, а поселение было названо Березовка-2. В военном городке в советское время размещался 287-й отдельный полк штурмовых вертолётов и 106-я ракетная бригада. После распада СССР здесь дислоцировалась 321-я отдельная эскадрилья беспилотных самолётов-разведчиков. В связи с процессом сокращением численности Вооружённых сил Украины и расформированием гарнизона военные перебазировались в Херсон.
Распоряжением Кабинета министров Украины от 6 июля 1998 года было принято решение «О передаче военного городка Рауховского гарнизона в общую собственность территориальной общины Березовского района». Решением Одесского областного совета от 17 июля 1998 года в Березовском районе на базе военного городка Березовка-2 был образован населённый пункт — посёлок городского типа Рауховка и Рауховкский поселковый совет.
С 2010 по 2015 год главой посёлка являлся Владимир Александрович Николаенко, член Партии регионов.
В 2020 году Рауховка стала центром Рауховской общины Березовского района.

## Население
В советское время, когда в поселении размещалась военная база, в ней проживало 4 тысячи солдат и порядка 3 тысяч офицеров и прапорщиков. После расформирования военного гарнизона в посёлке проживают военные пенсионеры и члены их семей.
- 1926 год — 26 человек[12]
- 1943 год — 229 человек[12]
- 1999 год — около 2500 человек[13]
- 2001 год — около 2500 человек[14]
- 2009 год — 2589 человек[15]
- 2010 год — 2587 человек[15]
- 2011 год — 2603 человек[15]
- 2014 год — 2676 человек[16]
- 2015 год — 2691 человек[16]
- 2016 год — 2709 человек[16]
- 2017 год — 2715 человек[17]
- 2018 год — 2720 человек[1]
- 2019 год — 2711 человек[1]
- 2020 год — 2666 человек[1]

## Инфраструктура
Инфраструктура посёлка построена во второй половине XX века для военнослужащих. По состоянию на 2010 год в посёлке имелось 17 пятиэтажных домов и 12 двухэтажных жилых домов. После расформирования ракетной части её здания переделали под предприятие по производству резиновой обуви, а территория аэродрома была переоборудована для животноводческого хозяйства.
В посёлке действует школа, детский сад, дом культуры, больничная амбулатория, управление жилищно-коммунального хозяйства, библиотека, предприятие «Хлебопродукт» и 717-я отдельная радиолокационная рота (А-1875)
В 1960-х годов был проложен водопровод длинной 12 километров. Водопроводные трубы разместили рядом с канализационными. Ряд труб со временем сгнило из-за чего в водопровод начали попадать фекальные стоки из канализации. В 2003 году это стало причиной госпитализации 39 жителей посёлка с диагнозом гепатит. В 2006 году из-за качества воды кишечной инфекцией заболело 34 человека, из них 28 детей. Из-за прорывов магистрального водопровода более недели без центрального водоснабжения жители оставались в 2009, 2012 и 2013 годах.

### Образование и культура

Мемориальная доска Евгению Кравцу

В 1946 году начала работать школа. Первоначально она являлась восьмилетней и состояла из трёх одноэтажных зданий. Статус средней школа получила в 1954 года. Первым директором являлся Моисей Самойлович Гильмфарб. С 1969 года директором школы являлась Валентина Николаевна Бересан. В 1980 году был построен новый трёхэтажный корпус школы. В 1980 году в школе было порядка 700 учеников, а учебный процесс осуществлялся в две смены. Изначально школа была с русским языком обучения, в 1992 году впервые был создан класс для обучения на украинском языке. На 2015 год в школе училось 278 человека. В октябре 2015 года на здании школы была открыта мемориальная доска в честь Евгения Кравца, погибшего в ходе боевых действий на востоке Украины. Среди выпускников школы — командующий войсками Прикарпатского военного округа Валерий Николаевич Степанов.
Здание детского сада построено из дерева и находится в аварийном состоянии. В 2014 году власти области объявили о планах по строительству нового детского сада в посёлке. Функционирует дом культуры на 600 мест. В 2012 году планировался ремонт здания дома культуры с частичным его преобразованием под нужды детского сада. В 2018 году на ремонт дома культуры был потрачен 1 миллион гривен.
В Рауховка работает детско-юношеская спортивная школа. В 2015 году произошло частичное обрушение здания спортивной школы. В 2019 году был открыт стадион для игры в мини-футбол.
С 1998 года в Рауховке действует православная община. Под строительство храма было отдано здание бывшего штаба военной части. Настоятелем Свято-Пантелеймоновского храма УПЦ КП был назначен иерей Василий Резник. С 2001 года действует религиозная община евангельских христиан-баптистов.